# UFC on Fuel TV: Barão vs. McDonald
UFC on Fuel TV: Barão vs. McDonald (también conocido como UFC on Fuel TV 7) fue un evento de artes marciales mixtas celebrado por Ultimate Fighting Championship el 16 de febrero de 2013 en el Wembley Arena, en Londres, Reino Unido.

## Historia
Dennis Siver esperaba enfrentarse a Cub Swanson en el evento. Sin embargo, Siver fue obligado a salir de la pelea y fue reemplazado por Dustin Poirier.
Justin Edwards esperaba enfrentarse a Gunnar Nelson en el evento. Sin embargo, Edwards se vio obligado a retirarse de la pelea alegando una lesión y fue reemplazado por el regreso del veterano Jorge Santiago.

## Resultados
1. ↑  Por el Campeonato Interino de Peso Gallo de UFC.

## Premios extra
Cada peleador recibió un bono de $50,000.
- Pelea de la Noche: Tom Watson vs. Stanislav Nedkov
- KO de la Noche: Tom Watson
- Sumisión de la Noche: Renan Barão